# Слобода (Крулевщинский сельсовет)
Слобода (бел. Слабада) — деревня в Докшицком районе Витебской области Беларуси, в Крулевщинском сельсовете. Население — 75 человек (2019).

## География
Деревня находится в 5 км к югу от центра сельсовета, села Крулевщина и в 10 км к северу от райцентра, города Докшицы. Деревня стоит на автодороге Докшицы — Крулевщина, чуть западнее Слободы находится деревня Литовцы. Ближайшая ж/д станция Порплище находится в 8 км к юго-западу (линия Полоцк — Молодечно).
К югу от деревни находится сеть мелиорационных канав в верховьях река Березины.

## История
Село Слобода принадлежало роду Зеновичей, позже Богдановичам. В 1795 году, по ревизии, в селе Слобода было 26 дворов, в которых проживало 158 человек.
В 1793 году в результате второго раздела Речи Посполитой Слобода вошла в состав Российской империи.
В 1870 году село Слобода (также Замошская Слобода) относилась уже к поместью Янушево рода Рудоминов. По сведениям переписи населения 1897 года население Слободы составляло 299 человек. В XVII—XIX веках в Слободе была возведена церковь св. Анны (скорее всего — изначально униатская, потом ставшая православной).
После Советско-польской войны Слобода оказалась в составе межвоенной Польской Республики. в 1930 году в деревне было 65 дворов и 354 жителя. С 1939 года — в составе БССР. Во время фашистской оккупации за связь с партизанами были убиты местный священник Александр Новик и вся его семья, а также еще несколько жителей села.
В 1967 году церковь в Слободе была разрушена. В 1997 году на её месте верующие построили новый храм.